# Élections législatives polonaises de 1922
Les élections législatives polonaises de 1922 se déroulent le 5 novembre pour le Sejm, la chambre basse du parlement polonais, et 12 novembre pour le Sénat . Ce sont les deuxièmes élections de la Deuxième République et elles sont régies par la Constitution de mars 1921. Les électeurs ont le choix parmi dix-neuf listes pour choisir 444 députés et 111 sénateurs pour un mandat de cinq ans.   

## Résultats
Le taux de participation est de 68 %. Les élections sont largement boycottées par les Ukrainiens qui n'acceptent pas l'idée de l'échec de l'État ukrainien indépendant. Pour cette raison le taux de participation est le plus bas dans les voïvodies de Stanisławów - 32 % et Tarnopol - 35 %. 
La coalition de droite, l'Union Chrétienne de l'Unité Nationale (Chrześcijański Związek Jedności Narodowej ou Chjena), domine les urnes en remportant 163 des 444 sièges au Sejm (29,1 %), et 44 des 111 sièges au Sénat. Cependant ce score est loin d'une majorité parlementaire et oblige à chercher des alliances politiques. La deuxième force politique au parlement est le parti centriste PSL Piast. Les partis du Bloc des minorités nationales obtiennent 16 % des suffrages dont les partis juifs 8 %, allemands 4 % et biélorusse 3 %. À quoi s'ajoutent 23 sièges des listes de minorités nationales indépendantes, donc au total 20̥ % des mandats. C'est un très bon résultat, étant donné que les minorités représentent plus de 31 % de la population. Les 34 députés juifs représentent essentiellement les partis orthodoxes et sionistes.
Aux élections au Sénat, le taux de participation est de 61,5 %. 
La droite remporte 36,1 % : l'Union paysan nationale 26,1 % et le Club Chrétien National 10 %. 
Le centre remporte 24,4 % des sièges, les démocrates-chrétiens - 6,3 %, le PSL «Piast» - 15,3 %. et NPR - 2,8 %. 
La gauche obtient 13,4 %, dont  6,2 % du Parti Socialiste Polonaise. 
Les minorités nationales obtiennent 24,3 % des sièges.
Maciej Rataj du Parti paysan polonais Piast est élu président du Sejm, tandis que Wojciech Trąmpczyński devient président du Sénat. 
La première tâche majeure du nouveau parlement est l'élection par l'Assemblée nationale du président de la République de Pologne.  
Étant donné la composition du parlement, une des forces dominantes des années qui suivent est la coalition de centre-droit Chjeno-Piast, mais les gouvernements qui en résultent sont instables. Dès le début, la situation politique est préoccupante et elle devient encore plus à l'heure des élections puis de l'assassinat du président Gabriel Narutowicz en décembre 1922.   
La crise de gouvernance est aggravée par une grande crise financière et économique.  
Le coup d'État le maréchal Józef Piłsudski en mai 1926 met un terme à cette période d'instabilité parlementaire mais engendre d'autres crises politiques à son tour. 
| Parti                                                                   | Sièges (Sejm) | Sièges (Sénat) |
| ----------------------------------------------------------------------- | ------------- | -------------- |
| Parti Paysan Polonais - Piast (PSL Piast)                               | 70            | 17             |
| Parti Socialiste Polonais (PPS)                                         | 41            | 7              |
| Parti Paysan Polonais - Libération (PSL Wyzwolenie)                     | 49            | 8              |
| Union du prolétariat des villes et villages                             | 2             |                |
| Parti National Ouvrier                                                  | 18            | 3              |
| Union Chrétienne de l'Unité Nationale (Chjena)                          | 163           | 44             |
| Centre Polonais                                                         | 6             |                |
| Parti Socialiste Polonais-Gauche (PPS Lewica)                           | 2             |                |
| Parti Radical Paysan                                                    | 4             |                |
| Bloc des Minorités Nationales de la République de Pologne               | 66            | 25             |
| Comité des Partis Nationaux Unis et Juifs de la Petite-Pologne de l'Est | 15            |                |
| Bloc paysan démocratique juif (Fołks-Partaj)                            | 1             |                |
| Union Juive Nationale de la Petite-Pologne de l'Ouest (sionistes)       | 2             |                |
| Parti Ukrainien Ukrajinśka Chliborobśka Partija, UChP                   | 5             |                |
| Total                                                                   | 444           | 111            |

## Sources
- (en) Cet article est partiellement ou en totalité issu de l’article de Wikipédia en anglais intitulé « Polish legislative election, 1922 » (voir la liste des auteurs).